# Crockett & Jones
Crockett & Jones, grundat 1879, är en brittisk tillverkare av högkvalitativa randsydda skor. 